# Committed RED/Inherit the Force -インヘリット・ザ・フォース-
「Committed RED/Inherit the Force -インヘリット・ザ・フォース-」（コミテッド・レッド／インヘリット・ザ・フォース）は、2016年4月6日にリリースされたT.M.Revolutionの29枚目のシングル。発売元はエピックレコード。

## 概要
- 2010年発売「Naked arms/SWORD SUMMIT」以来の両A面シングル。
- 「Committed RED」はゲーム「戦国BASARA 真田幸村伝」主題歌、「Inherit the Force -インヘリット・ザ・フォース-」はゲーム「機動戦士ガンダム エクストリームバーサス フォース」主題歌に使用され、累計売上は1.4万枚（オリコン調べ）を記録した[1]。
- 「Inherit the Force -インヘリット・ザ・フォース-」は2015年12月16日に配信限定シングル「Inherit the Force -インヘリット・ザ・フォース-（Game Edit）」として先行配信された。
- 「Committed RED」のミュージック・ビデオは、アニメ『戦国BASARA』のProduction I.Gが制作した[2]。
- また、ガンダムに関連する楽曲は、2010年にリリースされたミニ・アルバム『X42S-REVOLUTION』の『Imaginary Ark』以来6年ぶりである。

## 収録曲

### 通常盤
作詞：井上秋緒　作曲・編曲：浅倉大介（特記以外）
1. Committed RED [4:02]
  - 出版社：ソニー・ミュージックパブリッシング
2. Inherit the Force -インヘリット・ザ・フォース- [3:24]
  - 出版社：ソニー・ミュージックパブリッシング
3. Committed RED (Re:boot) [4:35]
  - 編曲：IKUO
  - 出版社：ソニー・ミュージックパブリッシング
4. Inherit the Force -インヘリット・ザ・フォース- (Re:boot) [3:44]
  - 編曲：柴崎浩
  - 出版社：ソニー・ミュージックパブリッシング

### 初回生産限定盤
CD
1. Committed RED
2. Inherit the Force -インヘリット・ザ・フォース-

DVD
1. Inherit the Force -インヘリット・ザ・フォース- MUSIC VIDEO
2. Making of Inherit the Force –インヘリット・ザ・フォース- MUSIC VIDEO